# 현실주의 용사의 왕국 재건기

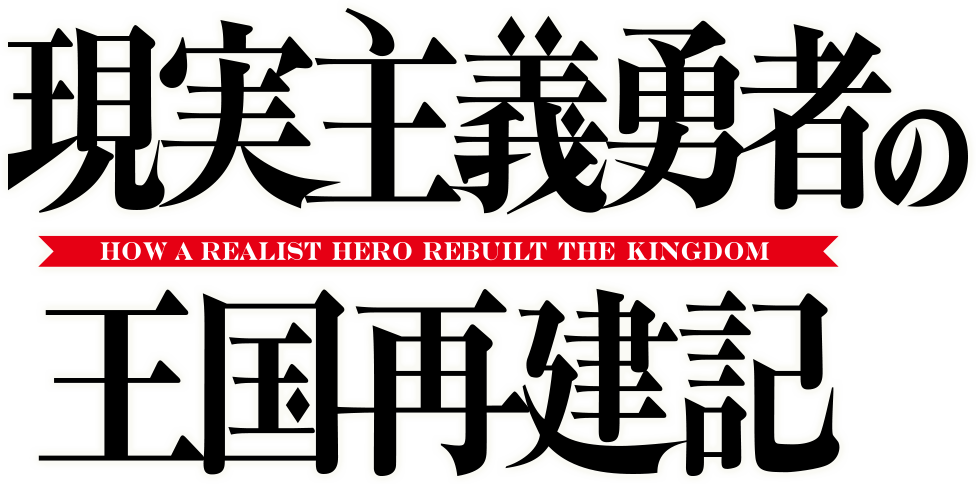

현실주의 용사의 왕국 재건기(現実主義勇者の王国再建記)는 도조마루(작가), 후유유키(일러스트)가 원작한 일본의 소설 작품이다. 「소설가가 되자」에서 2014년부터 웹 소설로 발간. 2016년 5월부터 오버랩 문고에서 간행. 2020년 11월 시점에서 전자판을 포함한 시리즈 누계 발행 부수는 100만부를 돌파하고 있다. TV 애니메이션은 J.C.STAFF에서 만들어 도쿄 MX 등에서 2021년 7월 4일부터 9월 26일까지 제1기로 방영되었으며, 2022년 1월 9일부터 4월 3일까지 제2기가 방영되었다.

## 줄거리
어릴 적부터 부모도 잃고 조부모 밑에 자라온 소마 카즈야는 어느 한 대학의 행정학과에 합격하고 할아버지마저 하늘나라로 떠나고 혼자 살게 되는데 어느 날 갑자기 엘프리덴 왕국의 용자 소환으로 이세계로 소환된다.
소환된 소마 카즈야는 해당 왕국의 현 상황과 대륙의 정세를 파악하고 국가 재정난에 시달리는 왕국의 해법을 알려줬는데 정작 국왕이 소마 카즈야의 의사도 없이 자신의 딸 리시아 엘프리덴과 약혼을 선언 및 국왕 직위를 물려준다. 그렇게 훗날 강대국으로 발전시킨 엘프리덴 왕국의 소마 대왕의 역사를 알린다.